# Donn Eisele
Donn Fulton Eisele (* 23. Juni 1930 in Columbus, Ohio, USA; † 2. Dezember 1987 in Tokio, Japan) war ein US-amerikanischer Astronaut, der am ersten bemannten Raumflug im Rahmen des Apollo-Programms teilnahm.

## Leben
Eisele war zuerst Testpilot und bekam 1952 den Bachelor- und 1960 den Mastertitel und wurde mit der dritten Gruppe von Astronauten 1963 von der NASA ausgewählt. Am 11. Oktober 1968 startete er zusammen mit Walter Schirra und Walter Cunningham mit einer Saturn-1B-Rakete ins All. Eisele war Pilot der Mission, die das Ziel hatte, das Apollo-Raumschiff im Weltall zu testen. Nach 260 Stunden und 9 Minuten Flug landete Apollo 7 am 22. Oktober sicher im Atlantik. Er war noch in der Ersatzmannschaft von Apollo 10, bevor er 1972 die NASA verließ.
Am 2. Dezember 1987 starb Eisele an einem Herzinfarkt, als er sich zu einer Geschäftsreise in Japan aufhielt. Er hinterließ seine Frau Susan und ihre zwei gemeinsamen Kinder sowie vier Kinder aus einer früheren Ehe. Er war ein Ururenkel des Johann Eisele, der im Jahr 1851 von Denkendorf Kreis Esslingen in die USA auswanderte.

## Besonderheiten und Rekorde
- Jungfernflieger des Apollo-Programms

Eine von ihm im All getragene Omega Speedmaster-Armbanduhr wurde an ein Museum in Ecuador ausgeliehen, dort gestohlen und 28 Jahre später wiedergefunden.

## Werke
- Francis French (Hrsg.): Apollo Pilot: The Memoir of Astronaut Donn Eisele. University of Nebraska Press, Lincoln 2016, ISBN 978-0-8032-6283-6.